# Dardo (malacologia)

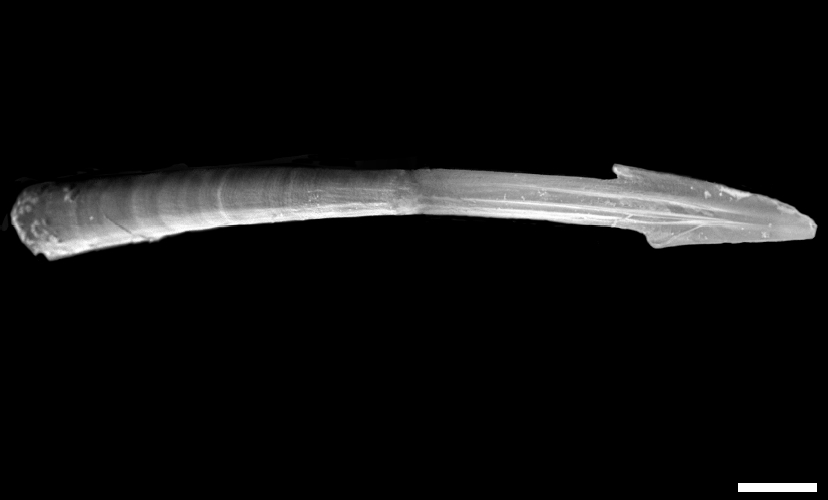
Imagem lateral de um dardo de caracol terrestre Monachoides vicinus obtida por microscopia electrónica de varredura. A barra de escala tem 500 μm (0.5 mm) de comprimento.

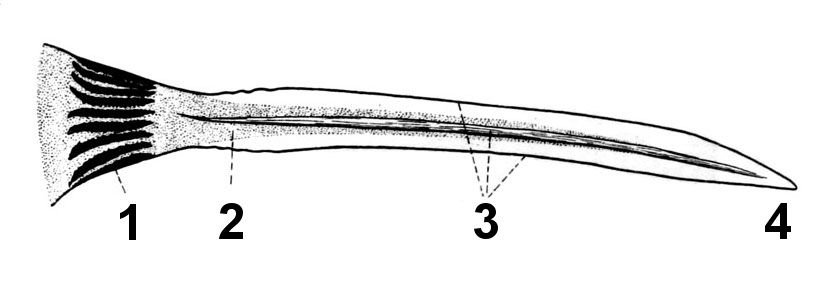
Desenho anatómico mostrando uma vista lateral de um dardo do caracol comestível Helix pomatia.
1 = base do dardo com barbelas
2 = posição da cavidade interna
3 = flanges longitudinais
4 = ponta aguçada ou lâmina do dardo

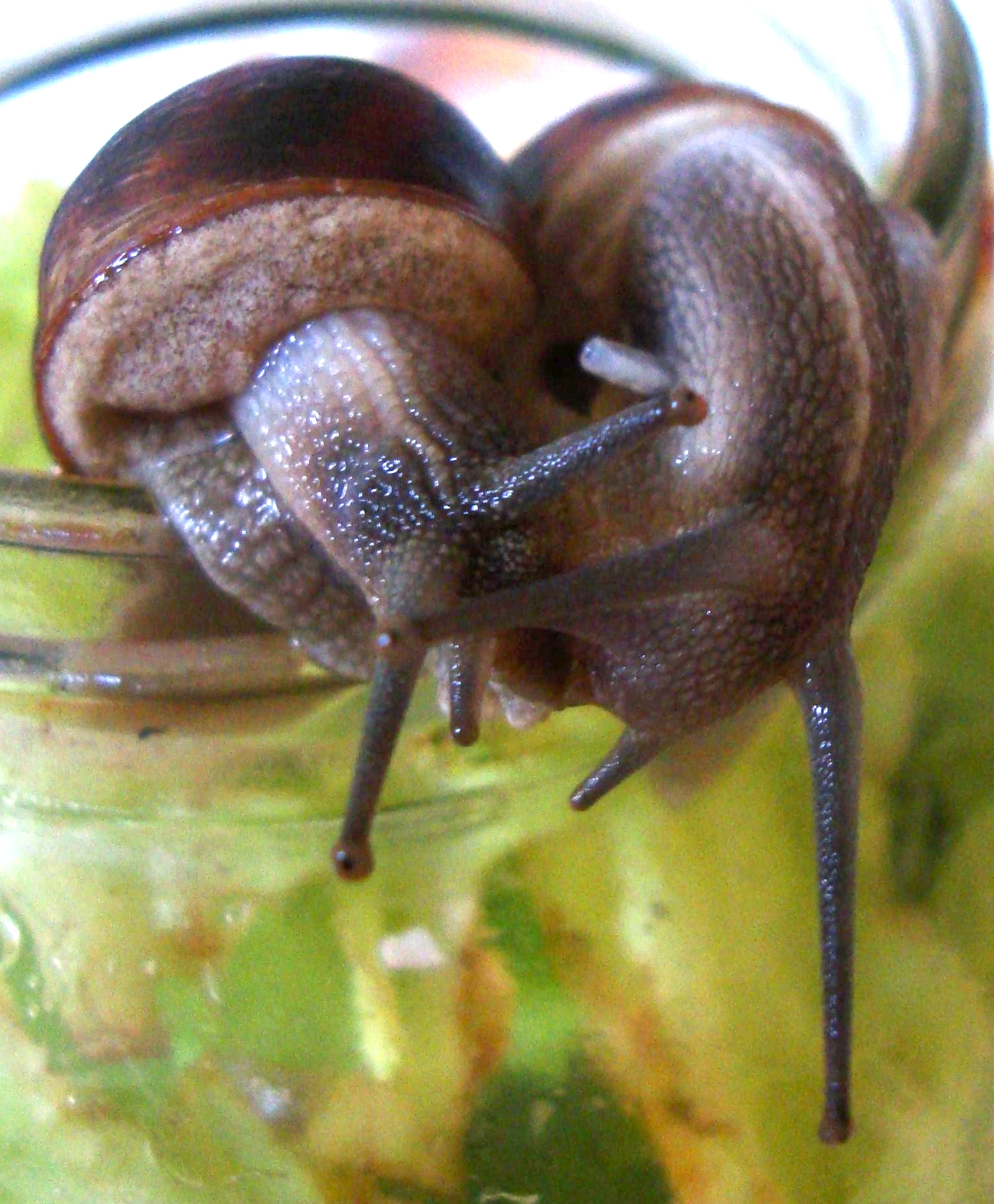
Par de caracóis da espécie Helix aspersa copulando. O espécime à direita tem um dardo embebido no seu lado.

Dardo, dardo de amor ou gipsóbelo (em latim telum amoris ou gypsobelum) é a designação dada em malacologia a um pequeno estilete em forma de dardo, constituído por carbonato de cálcio ou quitina, que é produzido por algumas espécies de gastrópodes terrestres hermafroditas como parte do seu aparelho reprodutor. Imediatamente antes da cópula o dardo é inserido, por contacto e pressão, na carne do parceiro, contribuindo para o tornar mais receptivo ao esperma, pois o doador usa o dardo para injectar no receptor uma mucusidade contendo hormonas que estimulam os órgãos genitais femininos.